# Niccolò Barbieri
Niccolò Barbieri var en italiensk skådespelare och teaterledare i början av 1600-talet.
Barbieri skapade inom Commedia dell'arte en självständig figur, Beltrame, en slags förfinad Pantalone, och utgav La supplica (1636), en försvarsskrift för skådespelarkonsten, av stort värde för teaterhistorien. Han utgav även flera komedier, varav den främsta är L'inavertito over Scapino disturbato e Mezzetino travagliato (Den obetänksamma, eller Scapino i knipa och Mezzetino i klämma), som blev förebilden för Molières L'étourdi.